# Ferrovia della Siberia occidentale

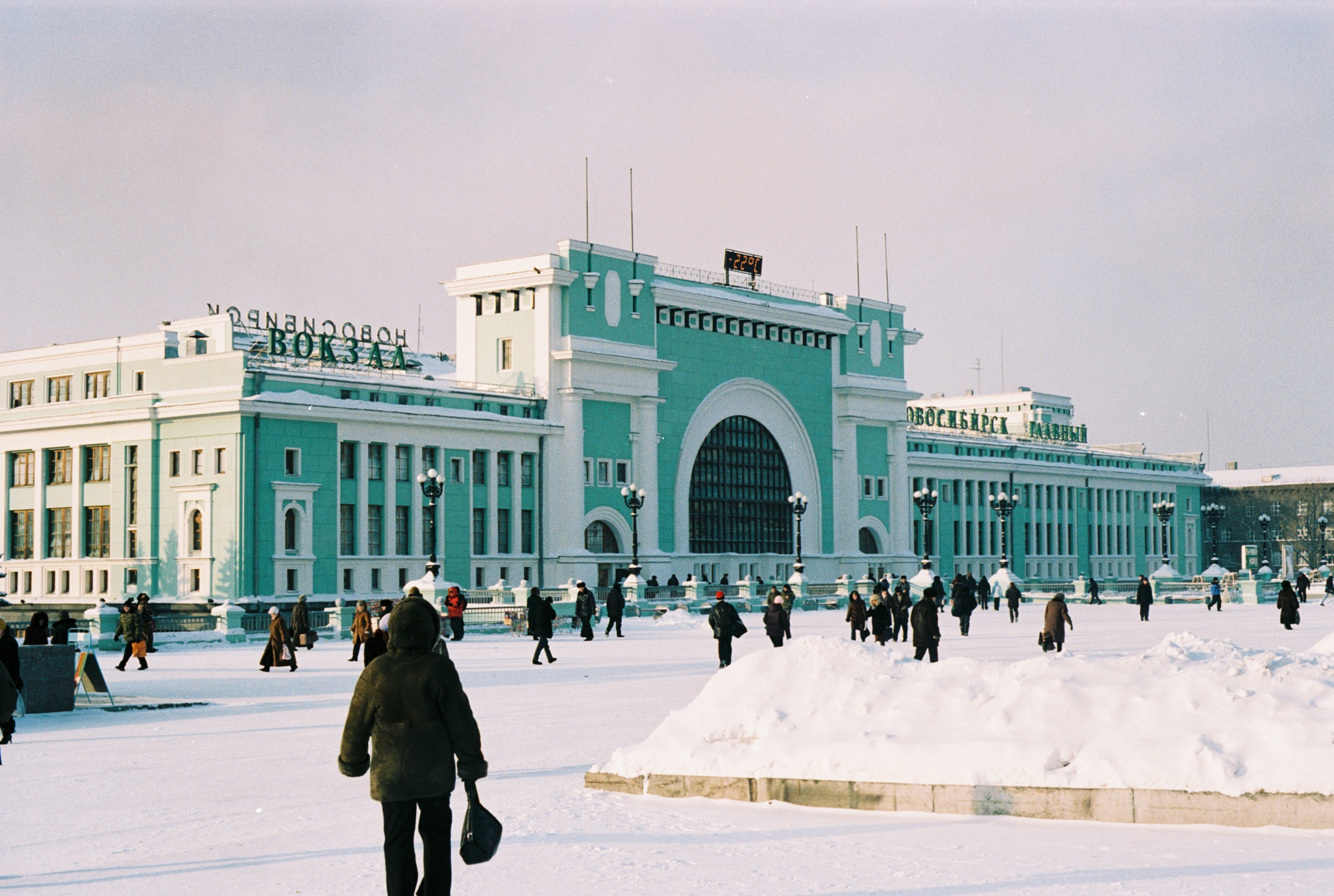
La stazione di Novosibirsk.

La ferrovia della Siberia occidentale (in russo Западно-Сибирская железная дорога?, Zapadno-Sibirskaja železnaja doroga) è una sezione della ferrovia Transiberiana che attraversa le regioni di Omsk, Novosibirsk, Kemerovo, Tomsk e Altaj della Federazione Russa, nonché una parte del Kazakistan. Costituisce, inoltre, una suddivisione dell'impresa statale delle Ferrovie Russe ed ha sede a Novosibirsk.
La linea principale venne costruita tra il 1892 e il 1896 per conto del governo dell'impero russo di Sergej Vitte. La linea ferroviaria è lunga oltre 6000 km. La ferrovia Turkestan-Siberia arriva a Barnaul provenendo da sud, collegando la Siberia con l'Asia centrale. Ha uffici regionali a Omsk, Kemerovo e Barnaul.

## Storia
La linea ferroviaria venne costruita tra il 1892 e il 1896, a spese dell'erario. Il tragitto copriva le tratte Čeljabinsk - Kurgan (1893), Kurgan - Omsk (1894), Omsk - fiume Ob' (1895). Successivamente, fu ampliata fino alle regioni di Orenburg, Tobol'sk, Tomsk, Irkutsk e Altaj nel 1899, per un totale di 1408 km. La linea entrò sotto la giurisdizione del Ministero delle Ferrovie e la sua sede venne stabilita a Čeljabinsk. Il 1º gennaio 1900, insieme alla ferrovia della Siberia centrale, entrò a far parte della ferrovia Transiberiana.
Nel 1913 venne collegata alla ferrovia di Omsk e nel 1915 a quella di Tomsk. Secondo l'ordine del Commissariato del Popolo dell'URSS nº 424TS, il 3 marzo 1934 la ferrovia di Tomsk passò a far parte della ferrovia della Siberia orientale. Tuttavia, il 9 maggio 1961, in conformità con la Risoluzione del Consiglio dei Ministri nº 406 del 5 giugno 1961, le ferrovie di Omsk e Tomsk tornarono a far parte della ferrovia della Siberia occidentale. Il 17 gennaio 1979, in conformità con la Risoluzione del Consiglio dei Ministri nº 1091 del 28 dicembre 1978, venne creata la ferrovia di Kemerovo, che nel 1996 entrò a far parte della ferrovia della Siberia orientale.
Il 1º ottobre 2003 la ferrovia è divenuta una suddivisione delle Ferrovie Russe.